# Miño (Tineo)
Miño (Santolaya de Miñu oficialmente y en asturiano), es una parroquia del concejo de Tineo, Asturias, España, se sitúa al oeste de la capital del concejo por la carretera AS-219.
La parroquia está formada por los pueblos de Cerecedo del Monte (Zreicéu), La Fanar, Foz, Miño (Miñu), Morados (Moraos),  Santa Eulalia de Miño (Santolaya), Tarantiellos (Tarantiel.los), La Tejera (La Tiera), Tremado (Tremáu), Trespando (Trespandu), Villavera (Bisl.lavera), y Yerbo (Yerbu).